# Robina Higgins
Robina Higgins, po mężu Haight (ur. 28 kwietnia 1915, zm. 31 grudnia 1990) –  kanadyjska lekkoatletka specjalizująca się w rzutach.
Największe sukcesy odnosiła w rzucie oszczepem, choć z powodzeniem startowała również w pchnięciu kula i rzucie dyskiem.
Zwyciężyła w rzucie oszczepem na igrzyskach Imperium Brytyjskiego w 1938 w Sydney, wyprzedzając Antonię Robertson ze Związku Południowej Afryki i obrończynię tytułu z 1934 Gladys Lunn z Anglii.
Była mistrzynią Kanady w pchnięciu kulą w 1935 i 1936, w rzucie dyskiem w 1936 oraz w rzucie oszczepem w 1935, 1939 i 1941. Zdobyła również trzy tytuły mistrzowskie w rzucie piłeczką palantową.
Trzykrotnie ustanawiała rekord Kanady w rzucie oszczepem do wyniku 40,21 m uzyskanego 1 lipca 1938 w Winnipeg. Rekord ten został poprawiony dopiero w 1956. Była również rekordzistką Kanady w rzucie piłeczką palantową od 1935 do 1947.
W 1984 została wybrana do Manitoba Sports Hall of Fame, a w 2015 pośmiertnie do Canada’s Sports Hall of Fame.